# Spots de surf de l'île de Ré

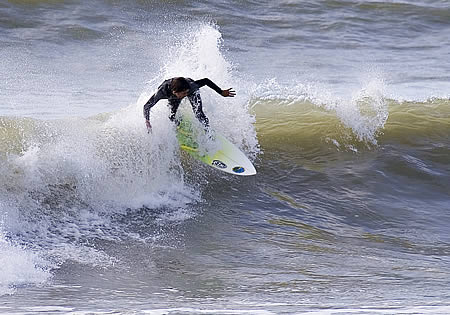
Surfer sur une vague du site des Grenettes

L’île de Ré grâce à sa position géographique – la côte sud tournée vers l’ouest – est propice à recevoir les houles du large, de l’Atlantique.
Il y a environ 30 ans des écluses à poissons, dont les vestiges subsistent encore, protégeaient la côte sud de la pointe de Chauveau à l’est à celle des Baleines à l’ouest, en cassant une partie de la houle (plus de détails sur l’île à la page « Île de Ré »).
Les endroits de surf, (pour certain devenant de windsurf en condition de vent suffisant) se situent pour la majorité sur la côte sud.
Sur celle-ci, ils se répartissent d’est en ouest : Rivedoux (poste de secours de Rivedoux-Plage), Les Grenettes (commune de Sainte-Marie-de-Ré), Gouillaud (commune Le Bois-Plage-en-Ré), La Pergola (commune La Couarde-sur-Mer), Grignon (pointe de Grignon, commune Ars-en-Ré).
Sur la côte nord, ils se concentrent sur la Conche des Baleines, grande baie entre la pointe de Baleines et celle du Lizay. D’est en ouest : Le Lizay, Le petit Bec (commune Les Portes-en-Ré), Diamond Head (commune Saint-Clément-des-Baleines).

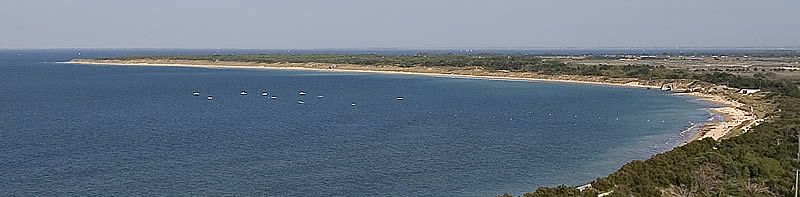
La côte nord à l'ouest de l'Île de Ré, la Conches des Baleines. Sur cette plage on trouve trois endroits pour la pratique du surf: Diamond Head, Le Petit Bec, Le Lizay.

## Rivedoux, poste de secours
Site de surf, de windsurf et de kite
Géographie
Situé au milieu de la côte sud de la commune de Rivedoux-Plage, près du poste de secours entre la pointe de Sablanceaux (Pont de l'île de Ré) et celle de Chauveau, c'est une grande plage de sable face au port de La Pallice, aux côtes Rochelaises et à l'île d'Aix.
Ce site de surf s'est créé à la suite de la construction du pont et de la modification des courants qui s'est ensuivie, entraînant l'ensablement de la pointe de Chauveau et de la baie. Les windsurfers pratiquent, eux, plus près de la pointe de Chauveau.

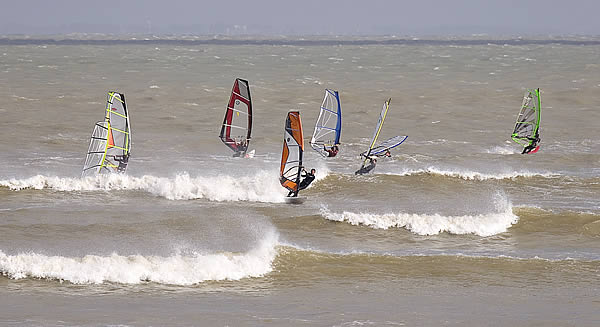
Un endroit pour le surf, mais aussi le funboard, la planche à voile et le kite

Attention! Pour cause de zone de baignade surveillée (300 mètres), le spot n'est pas praticable en juillet et août. Navigation possible au sud de cette zone vers la pointe de Chauveau.

## Les Grenettes
Géographie
Situé à l'extrémité ouest de la commune de Sainte-Marie-de-Ré sur le hameau de La Noue lieu dit "Les grenettes", ce spot est certainement le plus fréquenté de l'île de par son accessibilité et sa proximité de La Rochelle. Il est créé par des banches et l’on trouve là aussi des restes d’écluses à poisson (La Résistante, La Bassée). La côte est formée de petites falaises et d’une petite plage lorsque les coefficients de marée le permettent. Toujours la présence de vestiges du Mur de l’Atlantique.

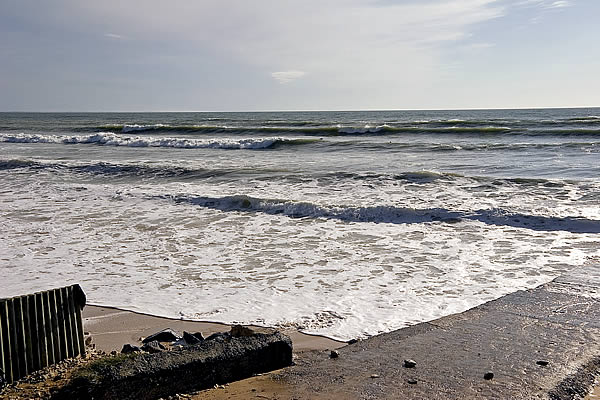
Les Grenettes

## Gouillaud
Spots de surf de windsurf et de kite
Géographie
Ce spot est à la limite Est de la commune du  Bois-Plage-en-Ré. On y trouve un fond rocheux, les traces d'anciennes écluses à poissons (La Rochette, le Petit Gouillaud), une plage de sable et de grandes dunes (20 mètres).
Divers
Plus abordable, à quelques centaines de mètres vers l’Ouest le spot de Gros jonc, camp de base de l’école de surf de l’île de Ré, « Ré Surf » (voir liens).

## La Pergola
Spots de surf
Géographie
Ce spot est situé sur la plage sud de La Couarde-sur-Mer à proximité de la guinguette-boîte de nuit presque centenaire "La Pergola". Le haut fond rocheux dit "Pointe de La Couarde" y lève une vague assez cassante.

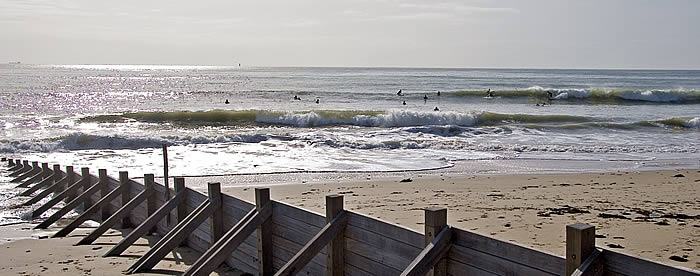
La plage de La Pergola

## Grignon
Spots de surf et de windsurf
Géographie
Grignon est une pointe rocheuse (affleurement des banches) située sur la côte sud de l’île de Ré, pointe la plus à l’ouest des portes en ré.
Elle était bordée, en mer, autrefois (encore dans les années soixante-dix) d’écluses à poissons (Grand Grignon, Bernicard…).
À terre, on trouve :
- À l’ouest de grandes plages et des dunes d’une dizaine de mètres.
- À l’Est petites falaises.

La partie ouest a tendance à l’ensablement, alors qu’à l’Est l’érosion forte a nécessité la pose d’enrochement granitique.
Elle délimite l’extrémité sud  de la Forêt domaniale de la Combe à l’Eau.
Cette côte est très exposée à la houle venant du grand large (ouest) car elle n’est pas protégée comme le reste de l’Île par l’île d’Oléron.
On trouve également de nombreux vestiges du Mur de l’Atlantique, notamment les batteries Ida, Kora et Karola.

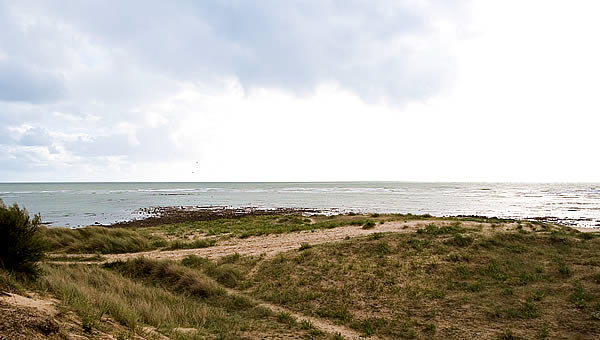
La pointe de Grigon à marée basse.

## Le Lizay
Spots de surf
Géographie
La pointe du Lizay est la pointe la plus au nord de l'île. Ce spot fait partie des trois spots situés sur la côte nord, dans une grande baie délimitée à l’est par la pointe du Lizay et à l’ouest par la pointe des Baleines : la Conche des Baleines (commune Les Portes-en-Ré et Saint-Clément-des-Baleines) dont l’environnement et fait de grandes dunes et plage de sable, l’ensemble bordé d’une forêt de pins maritimes. C'est de loin le plus puissant spot de l'île, mais il est également très dangereux.
L’ONF ayant aménagé un belvédère sur le haut de la dune, il y a une vue plongeante sur le spot. On trouve de nombreux blockhaus témoin du Mur de l’Atlantique, sur cette plage ont été tournées quelques scènes du film Le Jour le plus long.

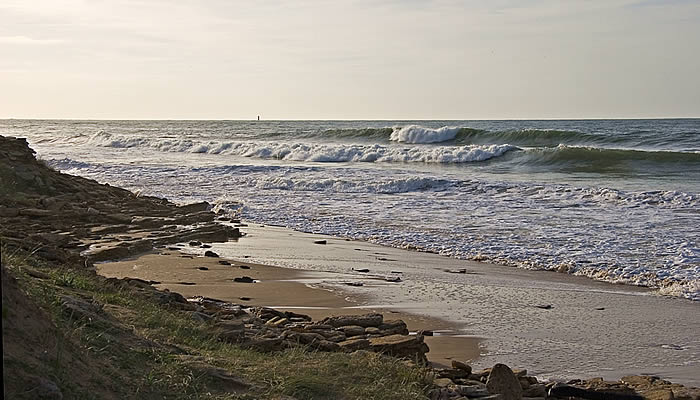
Les roches caractéristiques des Portes-en-Ré

## Le Petit Bec
Spots de surf, de windsurf, de bodyboard et de kitesurf
Géographie
Ce spot fait partie des trois spots situés sur la côte nord, dans une grande baie délimitée à l’est par la pointe du Lizay et à l’ouest par la pointe des Baleines : la Conche des Baleines (commune Les Portes-en-Ré et Saint-Clément-des-Baleines) dont l’environnement est fait de grandes dunes et plage de sable, l’ensemble bordé d’une forêt de pins maritimes.
On trouve de nombreux blockhaus témoin du Mur de l’Atlantique, sur cette plage ont été tournées quelques scènes du film Le Jour le plus long.

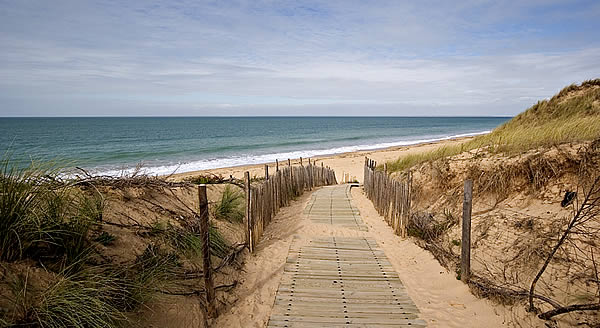

## Diamond Head
Spots de surf, de windsurf et de kite
Géographie
Ce spot fait partie des trois spots situés sur la côte nord, dans une grande baie délimitée à l’est par la pointe du Lizay et à l’ouest par la pointe des Baleines : la Conche des Baleines (commune Les Portes-en-Ré et Saint-Clément-des-Baleines) dont l’environnement et fait de grandes dunes et plage de sable, l’ensemble bordé d’une forêt de pins maritimes. C'est le spot le plus près de la pointe des baleines, non loin à l'est de la "Pyramide" (amer pour la navigation).
Quelques brise-lames, un pas de mise à l'eau et des mouillage, (les bateaux ne sont là que l'été), nécessitent une certaine attention surtout en planche ou en kite. Les "groupies" ont une vue plongeante sur le spot du haut du pas de mise à l'eau. Sur cette plage ont été tournées quelques scènes du film Le Jour le plus long, on y trouve de nombreux blockhaus témoins du mur de l’Atlantique.

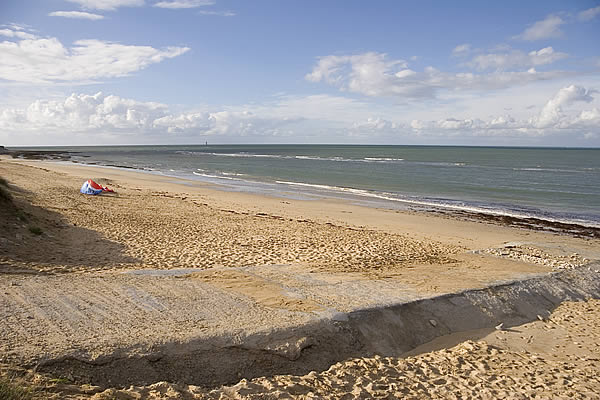

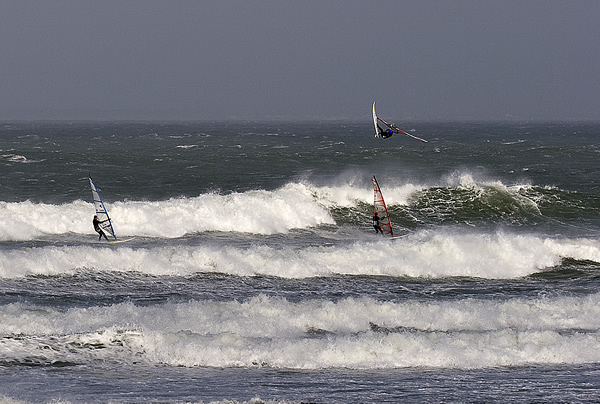
40 nœuds de nord-ouest en décembre

## Liens
- L'école de surf itinérante de l'Ile de Ré et de la Rochelle
- L'école de surf de l'Île de Ré
- Windsurf et surf sur l'Île de Ré notamment
- Prévisions de surf de l'Île de Ré